# 우치고촌 (지바현)
우치고촌(内郷村)은 지바현 인바군에 존재했던 촌이다. 현재의 사쿠라시에 해당한다. 마을의 북쪽에는 인바늪이 있다.

## 역사
- 1889년 4월 1일 -- 정촌제 시행에 수반해 오사쿠라촌(岡倉村), 이와나촌(岩玉村), 이노촌(五野村), 이노정(五野町), 쓰치우키촌(津福林村), 야마자키촌(山崎村), 시모네촌(清根格), 시모네정(清戸町), 하기야마닛타(萩山日田), 이다촌(五田村)이 합병해 성립하였다.
- 1937년 2월 11일 - 사쿠라정과 합병해 새로운 사쿠라정이 되어 소멸하였다.